# チャールズ・モンタギュー (初代マンチェスター公爵)

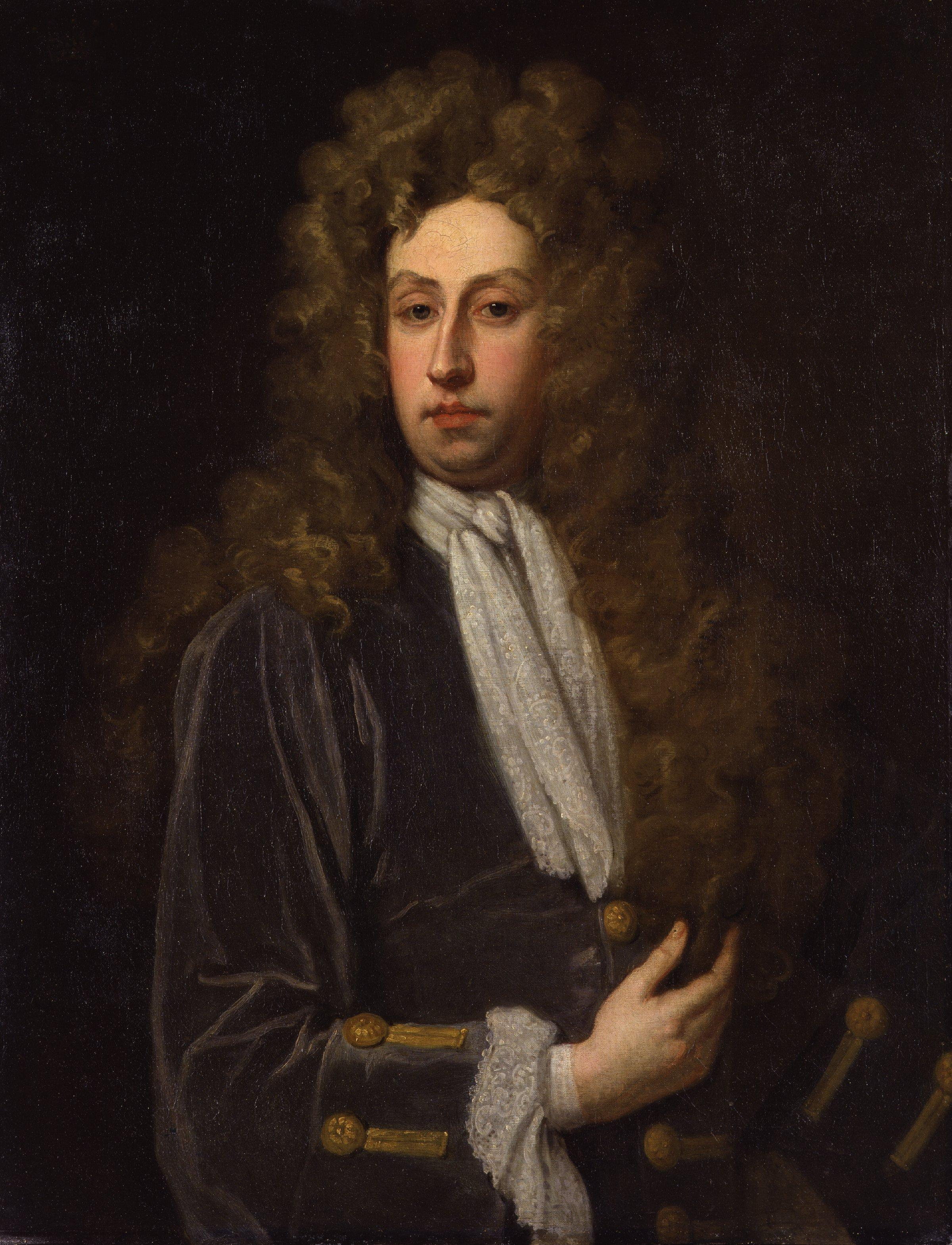
初代マンチェスター公爵チャールズ・モンタギュー

初代マンチェスター公爵・第4代マンチェスター伯爵チャールズ・エドワード・モンタギュー（英: Charles Edward Montagu, 1st Duke of Manchester, 4th Earl of Manchester, PC、生年不詳 - 1722年1月20日）は、イギリスの政治家、外交官、貴族。

## 経歴
1660年から1662年頃、第3代マンチェスター伯爵ロバート・モンタギューとその妻アン(初代準男爵サー・クリストファー・イェルバートンの娘)の息子として生まれる。
セント・ポールズ・スクールを経てケンブリッジ大学トリニティ・カレッジへ進学。1680年には同大学より学術修士の学位を取得。
1683年3月14日に父の死によりマンチェスター伯爵位を継承した。1685年5月12日より貴族院議員に列するが、ジェイムズ2世の専制支配にうんざりして、すぐに海外へ出てオラニエ公ウィレム3世(後のイングランド王ウィリアム3世)に接近した。
名誉革命でジェイムズ2世が王位を追われてウィリアム3世が即位した後の1689年から1702年にかけて近衛ヨーマン隊長を務めた。1690年にはアイルランドでボイン川の戦いやリメリックの戦いに参加した。
1697年から1698年にかけてヴェネツィア共和国ガレー船に抑留された英国人船員たちを救出するための外交交渉のために 在ヴェネツィア全権公使を務めた。しかし交渉は成功せず、1698年春に英国本国に召還された。
帰国間もない1698年6月8日に枢密顧問官(PC)に列する。
1699年8月から在フランス全権大使としてパリに着任。彼の主要な任務はサン＝ジェルマン＝アン＝レー城で亡命生活中の前国王ジェイムズ2世の陰謀を監視・阻止することだった。1701年9月にジェイムズ2世が崩御すると帰国の儀礼無しで本国に召還された。
1702年1月から5月にかけて南部担当国務大臣を務める。
1707年6月から再び在ヴェネツィア全権大使としてヴェネツィアに派遣され、スペイン継承戦争でヴェネツィアを対フランス大同盟陣営に入れようと交渉にあたったが、うまくいかなかった。1708年9月に本国に召還された。
1719年4月28日にグレートブリテン貴族爵位マンチェスター公爵位を与えられた。同年に王立音楽アカデミー社に出資した。
1722年1月20日に死去した。

## 栄典

### 爵位
- 1683年3月14日、第4代ランカスター州のマンチェスター伯爵(1626年創設イングランド貴族爵位)
- 1683年3月14日、第4代マンデヴィル子爵(1620年創設イングランド貴族爵位)
- 1683年3月14日、第4代ハーティントン州のキンボルトンのキンボルトン男爵(1620年創設イングランド貴族爵位)
- 1719年4月28日、初代マンチェスター公爵（グレートブリテン貴族爵位）[1]

## 家族
1691年1月に第4代ブルック男爵ロバート・グランヴィルの娘ドッティントン(?-1720)と結婚し、彼女との間に2人の息子と4人の娘を儲けた。
長男は第2代マンチェスター公爵位を継承するウィリアム・モンタギュー(1700-1739)、次男は第3代マンチェスター公爵位を継承するロバート・モンタギュー(1710-1762)である。また娘の一人シャーロットは第2代トリントン子爵パティー・ビングと結婚した。